# The Spencer Davis Group
The Spencer Davis Group est un groupe britannique de rock, originaire de Birmingham, en Angleterre, actif dans les années 1960, et notamment entre 2006 et 2020. Il est formé par Spencer Davis, Pete York, Stevie Winwood et son frère Muff.

## Histoire

### Débuts

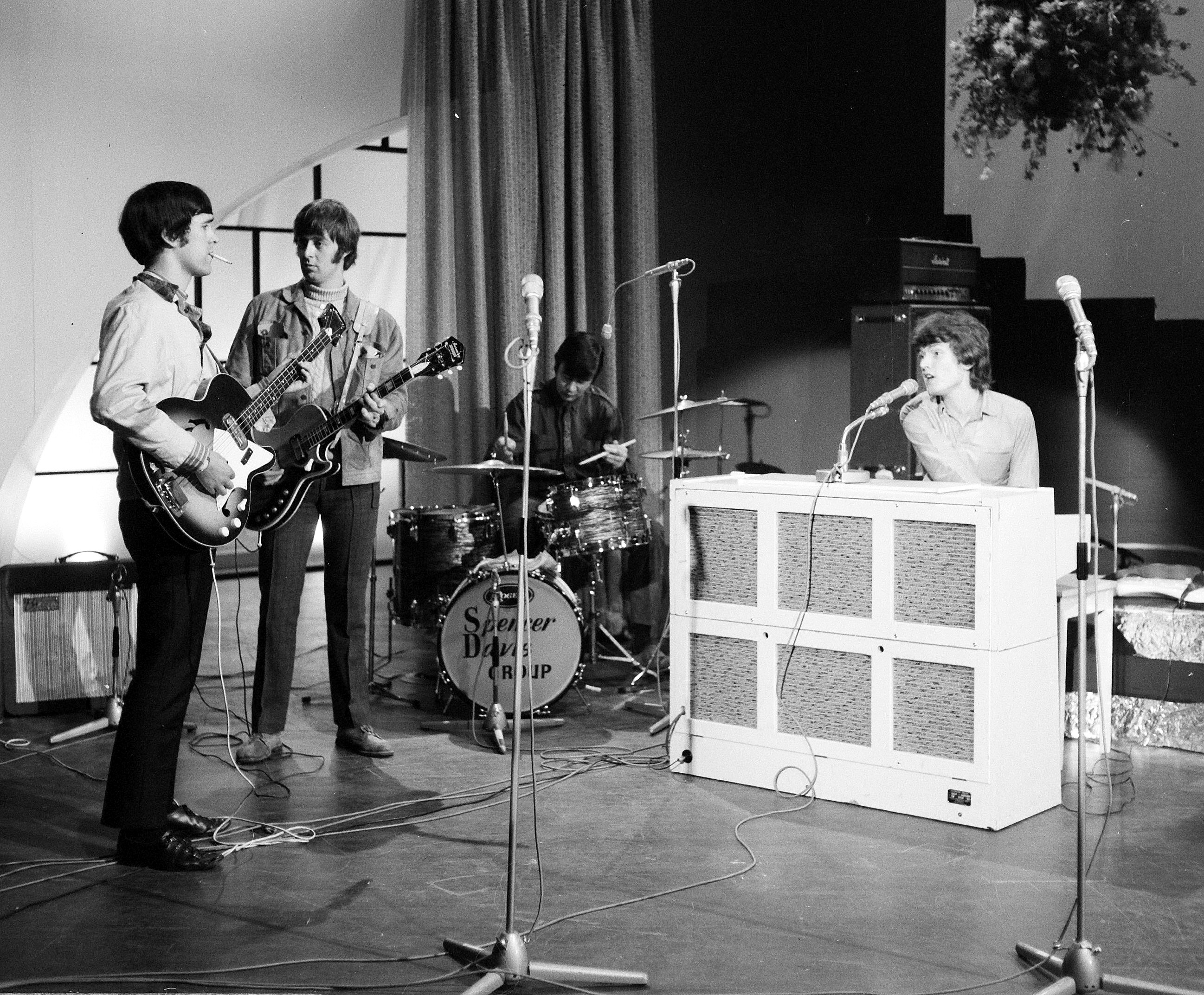
The Spencer Davis Group en répétition en 1966.

Stevie Winwood était auparavant leader du Rhythm and blues Quartet, jouant volontiers du jazz, et accompagnait des pointures du blues telles que Memphis Slim ou Champion Jack Dupree. Il devient l'organiste du Spencer Davis Group, avec son orgue Hammond aux sonorités chaudes. Il est aussi guitariste. Sa voix semblable à celle des bluesmen noirs américains attire l'attention.
Le groupe est composé en outre de Spencer Davis à la guitare, Muff Winwood (le frère aîné de Stevie) à la basse, et de Pete York à la batterie  pour former le Rhythm and Blues Quartette, qui se produit régulièrement dans la ville. En 1964, ils signent leur premier contrat d'enregistrement après que Chris Blackwell de Island Records les a vus lors d'une apparition dans un club local ; Blackwell devient également leur producteur (Island était alors un petit label indépendant avec le britannique Fontana pour la distribution). Muff Winwood est à l'origine du nom du groupe : « Spencer était le seul à aimer faire des interviews, alors j'ai fait remarquer que si nous l'appelions le Spencer Davis Group, le reste d'entre nous pourrait rester au lit et le laisser les faire. »
À la fin de 1966 et au début de 1967, le groupe obtient deux autres succès avec Gimme Some Lovin', qui se classe dans le Top 5, et I'm a Man, qui se classe dans le Top 10. Tous deux se vendent à plus d'un million d'exemplaires et est certifié disque d'or. Gimme Some Lovin' est écrit par Davis et les frères Winwood, tandis que I'm a Man est écrit par Steve Winwood et le producteur du groupe Jimmy Miller. Ces titres se révèlent être leur percée aux États-Unis, où ils étaient désormais signés chez United Artists Records, les deux se classant dans le Top 10 là-bas.

### Séparation
Steve Winwood quitte le groupe pour former Traffic en 1967, puis Blind Faith en 1969, avant de poursuivre une carrière solo après 1975. Leurs succès incluent Keep On Running, Somebody Help Me, Dust my Blues, Midnight Special (en)  et Gimme Some Lovin'. À noter aussi leur interprétation de Georgia on My Mind, et de Nobody Knows You When You're Down and Out, un classique du blues. Leur composition I'm a Man est reprise en 1969 par le groupe Chicago Transit Authority, tandis que Gimme Some Lovin' est reprise par les  Blues Brothers en 1980 dans le film homonyme.
Le groupe se sépare le 19 juillet 1969.

### Retours sporadiques
Le groupe se reforme en 2006, bien que seuls Davis et Hardin soient restés des formations des années 1960,. Le Spencer Davis Group continue à tourner aux États-Unis et en Europe, mais avec deux formations différentes ; seul Spencer Davis lui-même était présent dans les deux formations du groupe,. Hardin reste avec la version britannique du groupe jusqu'à son décès en 2015.
Son fondateur Spencer Davis meurt le 20 octobre 2020.

## Discographie
- 1964 : Their First LP
- 1966 : The Second Album
- 1966 : Autumn `66
- 1966 : Here We Go Round The Mulberry Bush
- 1968 : With Their New Face on
- 1973 : Gluggo
- 1974 : Living in a Backstreet
- 1995 : Catch You on the Rebop - Live in Europe
- 1997 : ...Alive `97 - Paying them Blues Dues
- 2002 : Live in Europe `73 - Living in a Back Street
- 2004 : Live in Manchester 2002
- 2005 : Live : Official Bootleg 2006 (enregistré en Allemagne en 2005)